# Cosaș (pește)
Cosașul (latină Ctenopharyngodon idella, Valenciennes 1844) este un pește care face parte din familia Cyprinidae, singura specie din genul Ctenopharyngodon. Originar din Asia de Est, fluviul Amur (China), cosașul se întâlnește și în țări europene, precum Rusia, Ucraina, Germania, Polonia, România, Republica Moldova.

## Descriere
Cosașul este un pește de apă dulce, fitofag. Preferă de obicei râurile și lacurile cu vegetație acvatică din abundență. Corpul este alungit, rotunjit, lipsit de carenă, spatele de culoare închisă, verde-gălbui, iar abdomenul de culoare albuie până la auriu-închisă, solzii plați și mari. Înotătoarea dorsală are baza scurtă, iar cea anală este așezată mult în urma dorsalei. Lungimea maximă o poate atinge până la 120 cm, iar greutatea de 32 kg. În general, lungimea medie este de 30–100 cm și greutatea medie de 3–12 kg. 
Se poate pescui cu mămăligă, râme și porumb.  

## Reproducere și dezvoltare
Cosașul devine matur sexual la o lungime de 68–75 cm, la vârsta de 9–10 ani. Icrele sunt semipelagice și sunt depuse în câteva reprize în sectoare cu curent rapid, în perioada viiturilor mari de primăvară-vară, la temperatura apei de 18–30 °C. Durata incubației icrelor este de 32–40 ore la temperatura apei de 30 °C. Larvele se hrănesc cu alge și crustacee mici.

## Importanță
Această specie are valoare economică mare, având un ritm accentuat de creștere. Se utilizează cu mare eficiență pentru combaterea vegetației palustre și submerse. Cosașul este apreciat pentru carnea grasă.